# Béla Goldoványi
Béla Goldoványi (ur. 20 grudnia 1925 w Budapeszcie, zm. 16 listopada 1972 tamże) – węgierski lekkoatleta (sprinter), medalista olimpijski z 1952 i mistrz Europy z 1954.
Na igrzyskach olimpijskich w 1948 w Londynie zajął 4. miejsce w sztafecie 4 × 100 metrów (w składzie: Ferenc Tima, László Bartha, György Csányi i Goldoványi). Goldoványi wystąpił również w biegu na 100 metrów, w którym odpadł w ćwierćfinale.
Zdobył brązowy medal w sztafecie 4 × 100 metrów na igrzyskach olimpijskich w 1952 w Helsinkach. Sztafeta węgierska biegła w składzie: László Zarándi, Géza Varasdi, Csányi i Goldoványi.
Na mistrzostwach Europy w 1954 w Bernie sztafeta węgierska w tym samym składzie zwyciężyła w biegu rozstawnym 4 × 100 metrów. Goldoványi wystąpił na igrzyskach olimpijskich w 1956 w Melbourne w biegu na 100  metrów i w biegu na 200 metrów, w obu odpadając w eliminacjach, a sztafeta 4 × 100 metrów w składzie: Sándor Jakabfy, Varasdi, Csányi i Goldoványi odpadła w półfinale. Na mistrzostwach Europy w 1958 w Sztokholmie Goldoványi odpadł w półfinałach biegów na 100 metrów i na 200 metrów oraz w eliminacjach sztafety 4 × 100 metrów.
Goldoványi był mistrzem Węgier w biegu na 100 metrów w latach 1947, 1952-1955 i 1958, w biegu na 200 metrów w latach 1947 i 1952-1958 oraz w sztafecie 4 × 100 metrów w latach 1952–1954. Był trzykrotnym rekordzistą Węgier w sztafecie 4 × 100 metrów, doprowadzając rekord do wyniku 40,5 s (27 lipca 1952 w Helsinkach).